# Isidro Sala Ribera
Isidro Sala Ribera (* 3. März 1933 in Bergús bei Cardona; † 26. März 2019) war ein spanischer Geistlicher und römisch-katholischer Bischof von Abancay in Peru.

## Leben
Isidro Sala Ribera empfing am 28. Juli 1958 die Priesterweihe für das Bistum Solsona.
Papst Johannes Paul II. ernannte ihn am 18. Oktober 1986 zum Weihbischof in Abancay und Titularbischof von Cluentum. Der Bischof von Chiclayo, Ignacio María de Orbegozo y Goicoechea, spendete ihm am 14. Dezember desselben Jahres die Bischofsweihe; Mitkonsekratoren waren Juan Antonio Ugarte Pérez, Weihbischof in Cuzco, und Enrique Pélach y Feliú, Bischof von Abancay.
Am 7. April 1990 wurde er zum Koadjutorbischof von Abancay ernannt. Mit der Emeritierung Enrique Pélach y Feliús am 1. Dezember 1992 folgte er ihm als Bischof von Abancay nach. Am 20. Juni 2009 nahm Papst Benedikt XVI. seinen altersbedingten Rücktritt an.